# Liliana Bărbulescu
Liliana Bărbulescu (Popescu în timpul căsătoriei; n. 5 februarie 1982) este o atletă română, specializată în probele de semifond.

## Carieră
Prima ei performanță notabilă a fost locul 5 la Campionatul Mondial de Juniori sub 18 din 1999 în proba de 800 de metri.  Un an mai târziu, a concurat cu ștafeta de 4 x 400 de metri la Campionatele Mondiale de Juniori de la Santiago de Chile și a câștigat medalia de bronz, alături de Adela Marchis, Maria Rus și Alina Rîpanu. La Campionatul European de Juniori din 2001 româncele (Dorina Korozsi, Liliana Bărbulescu, Norica Manafu, Maria Rus) au obținut din nou bronzul.
La Universiada de vară din 2003 de la Daegu, Liliana Bărbulescu a cucerit medalia de aur la 800 de metri. La Campionatul Mondial în sală din 2004 și la Campionatul European din 2006 s-a clasat pe locul 15. În 2007 a participat la Campionatul European în sală de la Birmingham unde s-a clasat pe locul 10 și la Campionatul Mondial de la Osaka. La Campionatul Mondial în sală din 2008 a ocupat locul 4 la 1500 de metri. Inițial a ajuns pe locul 6, însă două atlete din Rusia, Elena Soboleva și Iulia Fomenko, au fost suspendate pentru dopaj. La un control antidoping efectuat în Alger, Liliana Bărbulescu a fost depistată pozitiv. A fost scoasă din lot pentru Jocurile Olimpice și a fost suspendată două ani. În 2010 a mai participat la Campionatul European.

## Palmares
| An   | Competiție                              | Locație                    | Loc | Eveniment | Note    |
| ---- | --------------------------------------- | -------------------------- | --- | --------- | ------- |
| 1999 | Campionatul Mondial de Juniori (sub 18) | Bydgoszcz, Polonia         | 5   | 800 m     | 2:11.97 |
| 2000 | Campionatul Mondial de Juniori          | Santiago, Chile            | 3   | 4 × 400 m | 3:34,49 |
| 2001 | Campionatul European de Juniori         | Grosseto, Italia           | 9   | 800 m     | 2:07,26 |
| 2001 | Campionatul European de Juniori         | Grosseto, Italia           | 3   | 4 × 400 m | 3:41,12 |
| 2003 | Universiada                             | Daegu, Coreea de Sud       | 1   | 800 m     | 2:00,06 |
| 2004 | Campionatul Mondial în sală             | Budapesta, Ungaria         | 15  | 800 m     | 2:04,75 |
| 2006 | Campionatul European                    | Göteborg, Suedia           | 15  | 800 m     | 2:01,52 |
| 2007 | Campionatul European în sală            | Birmingham, Marea Britanie | 10  | 800 m     | 2:02,33 |
| 2007 | Campionatul Mondial                     | Osaka, Japonia             | 15  | 800 m     | 2:00,07 |
| 2007 | Campionatul Mondial                     | Osaka, Japonia             | 14  | 4 × 400 m | 3:35,69 |
| 2008 | Campionatul Mondial în sală             | Valencia, Spania           | 4   | 1500 m    | 4:07,61 |
| 2010 | Campionatul European                    | Göteborg, Suedia           | –   | 1500 m    | NT      |

## Recorduri personale
| Probă          | Performanță | Dată              | Locație   |
| -------------- | ----------- | ----------------- | --------- |
| 800 m          | 1:59,34     | 25 mai 2008       | București |
| 1500 m         | 4:00,35     | 24 mai 2008       | București |
| 800 m în sală  | 2:00,41     | 9 februarie 2008  | Atena     |
| 1500 m în sală | 4:03,33     | 15 februarie 2008 | București |